# Мелякур
Мелякур — гора на Южном Урале. Находится в Белорецком районе Башкортостана, в селе Ассы — центре Ассинского сельсовета и курортной местности.
С горы в Юрмаш течёт водоток.
Проходит дорога местного значения.